# José Daniel Viejo
José Daniel Viejo Redondo (Oviedo, 8 de diciembre de 1997) es un ciclista español que compite con el equipo Vigo-Rías Baixas desde 2020.
Destacó como amateur ganando etapas en la Vuelta a La Coruña, en la Vuelta a Navarra, en la Vuelta a Castellón o en la Vuelta a Cantabria.

## Palmarés
- Ser el más duru